# Sugar Chile Robinson
Frank Isaac Robinson (né le 28 décembre 1938),  connu au début de sa carrière musicale sous le nom de Sugar Chile Robinson, est un  pianiste et chanteur de jazz américain devenu célèbre en tant qu'enfant prodige

## Biographie
Robinson est né à Detroit, Michigan. À un âge précoce, il a montré des dons inhabituels en chantant le blues et en s'accompagnant au piano. [2] Selon les actualités contemporaines, il était autodidacte et a réussi à utiliser des techniques telles que gifler les touches avec les coudes et les poings. [3]
Il a remporté un spectacle de talents au Paradise Theatre de Detroit à l'âge de trois ans et, en 1945, il a joué au théâtre avec Lionel Hampton, qui a été empêché par la législation sur la protection de l'enfance d'emmener Robinson en tournée avec lui. Cependant, Robinson a joué à la radio avec Hampton et Harry "The Hipster" Gibson et est également apparu comme lui-même dans le film hollywoodien No Leave, No Love, avec Van Johnson et Keenan Wynn. [4] En 1946, il a joué pour le président Harry S. Truman au dîner de l'Association des correspondants de la Maison Blanche, criant "Comment vais-je faire, Monsieur le Président?" - qui est devenu son slogan - lors de son interprétation de Caldonia.
Il a été le premier artiste afro-américain à apparaître au dîner annuel de la WHCA. Il a commencé à tourner dans les grands théâtres, établissant des records au box-office à Detroit et en Californie. En 1949, il reçut l'autorisation spéciale de rejoindre la Fédération américaine des musiciens et d'enregistrer ses premières sorties sur Capitol Records, Numbers Boogie et Caldonia, tous deux atteignant le palmarès Billboard R&B. En 1950, il tourne et apparaît à la télévision avec Count Basie et dans un court métrage «Sugar Chile» Robinson, Billie Holiday, Count Basie and His Sextet. L'année suivante, il fait une tournée au Royaume-Uni, apparaissant au London Palladium.
Il a arrêté d'enregistrer en 1952, expliquant plus tard : « Je voulais aller à l'école... Je voulais une certaine formation scolaire en moi et j'ai demandé à mon père si je pouvais arrêter, et je suis allé à l'école parce que je voulais honnêtement mon diplôme d'études collégiales ».
Jusqu'en 1956, il a continué à faire des apparitions occasionnelles en tant que musicien de jazz, présenté comme Frank Robinson, et a joué à une occasion avec Gerry Mulligan, mais a ensuite abandonné entièrement sa carrière musicale. Poursuivant ses études universitaires, il a obtenu un diplôme en histoire du Olivet College et un en psychologie du Detroit Institute of Technology. [5] Dans les années 1960, il a travaillé pour WGPR-TV et a également aidé à mettre en place de petites maisons de disques à Detroit et a ouvert un studio d'enregistrement. [1]
Ces dernières années, il a fait un retour en tant que musicien avec l'aide de l'American Music Research Foundation. En 2002, il est apparu à un concert spécial célébrant la musique de Detroit et en 2007 il a voyagé en Grande-Bretagne pour apparaître à un festival de rock and roll. [1] Dans le dernier spectacle de Dr. Boogie de 2013, Sugar Chile Robinson était l'artiste vedette, avec quatre de ses succès classiques présentés parmi des croquis biographiques de ses débuts de carrière. [6]
Le 30 avril 2016, il a assisté au dîner des correspondants de la Maison Blanche à l'occasion du 70e anniversaire de son apparition au dîner de 1946. Il a rencontré le président Obama et a été salué pendant le dîner, recevant une ovation debout alors que la photo de lui enfant apparaissait sur les écrans vidéo. En 2016, il a été intronisé au Rhythm & Blues Music Hall of Fame. En 2017, endetté, il perd ses biens dans l'incendie de sa maison. L'organisation Music Maker Relief Foundation a reçu un appel d'amis et lui a envoyé un lit et lui a accordé une allocation de subsistance mensuelle. Buddy Smith, qui a été inspiré par Frank dans les années 1940, lui a envoyé un piano. [7]